# Токаревская культура
Токаревская культура — археологическая культура неолита, распространенная на территории cеверного побережья Охотского моря в 1 тыс. до н. э. — начале 1 тыс. н. э. Выделена А. И. Лебединцевым в 1982 году.
Стоянки этой культуры расположены на побережье и островах в районе Тауйской губы и в устьях рек Окса, Ойра, на островах Завьялова, Недоразумения, Спафарьева, Талан, в бухте Токарева и на мысе Восточный (Ольский).
Материальная культура содержала керамику в виде горшков с гребенчатым штампом. Жилища были округлыми в плане диаметром 5-9 метров и содержали очаг. Обнаружены костяные наконечники гарпунов, остроги и рыболовные крючки.
Основу хозяйства составлял промысел морского зверя (ластоногие и киты). Носители этой культуры обладали развитыми технологиями морского зверобойного промысла, включая поворотные наконечники гарпунов традиции Дорсет с открытым гнездом и зубчатые наконечники, аналогичные находкам на Юго-Западной Аляске и Алеутских островах.
Испытала влияние Дорсета. На основе токаревской сформировалась древнекорякская культура.
Палеогенетический анализ показал, что предки носителей токаревской культуры по линии G1b мтДНК и Q-B143 Y-ДНК обитали в районах бассейна реки Колымы ещё на рубеже позднего плейстоцена и раннего голоцена. По линии D2a1 мтДНК древние обитатели стоянки Ольская оказались ближайшими родственниками индивида палеоэскимосской культуры Саккак (Гренландия). По линиям G1b мтДНК и Q-NWT01 Y-ДНК происходят от индивида из Дуванного Яра.
Предполагается, что токаревская культура Северного Приохотья может быть генетически связана с палеоэскимосским кругом археологических культур, а её возникновение может быть связано с палеоэскоалеутской миграцией с Юго-Западной Аляски и Алеутских островов. Носители токаревской культуры обладали технологически развитым арсеналом для морского зверобойного промысла — поворотными наконечниками гарпунов традиции Дорсет с открытым гнездом, характерными зубчатыми наконечниками гарпунов, аналоги которых распространены на Юго-Западной Аляске и Алеутских островах.